# Klimatrealisterna
Klimatrealisterna, fram till hösten 2019 benämnd "Stockholmsinitiativet", är en politiskt och ekonomiskt oberoende ideell svensk förening som säger sig vilja verka för en rationell klimat- och energipolitik baserad på vad de anser är sund vetenskap och sunt förnuft. De driver webbplatsen Klimatupplysningen och har beskrivits som "navet i den svenska förnekelserörelsen".
Drivande i bildandet av föreningen var bland andra kemisterna Göran Ahlgren och Peter Stilbs, och journalisten Åke Ortmark. Föreningens ordförande är Magnus Cederlöf (2020).
Föreningen ifrågasätter sådana klimatpolitiska åtgärder som man anser saknar vetenskapligt stöd. Föreningen anser att det vetenskapliga läget inte ger ett tillräckligt underlag för att säkert fastslå att antropogent (människoorsakat) koldioxidutsläpp leder till en katastrofal påverkan av klimatet och att politiska klimatmål därmed är meningslösa.
Klimatrealisterna beskrivs av sina kritiker som att de driver en klimatskeptisk agenda och föreningen har anklagats för att använda sig av pseudovetenskapliga argument. Dåvarande Stockholmsinitiativet tilldelades utmärkelsen Årets förvillare år 2010 av föreningen Vetenskap och Folkbildning.
2018 anordnade Klimatrealisterna, tillsammans med det svenska nätverket Klimatsans, dess norska motsvarighet Klimarealistene och det internationella nätverket Clexit, konferensen ”Climate Sense 2018” i Mölndal. På den konferensen medverkade bland annat Dr. Willie Soon, Ole Humlum och Nils-Axel Mörner.